# نوید خوانساری
نوید خوانساری یک تولیدکننده، کارگردان و نویسندهٔ بازی‌های کامپیوتری ایرانی کانادایی است.

## زندگی
خوانساری در مونترال کانادا متولد شد و تا سن ده سالگی نیز در ایران زندگی کرد. او بعد از ۱۹۷۹ ایران را به مقصد کانادا به همراه خانواده اش ترک کرد. وی تحصیل کردهٔ دانشگاه بریتیش کلمبیا و مدرسهٔ فیلم‌سازی ونکوور است.
وی اظهار داشته علاقه اش به بازی‌سازی را بعد از انجام ورزش پینت بال کشف کرده‌است.

## کار
خوانساری کار خود را در شرکت راک استار گیمز در سال ۲۰۰۰ و با ساخت بازی‌های اتومبیل دزدی بزرگ و مکس پین شروع کرد. وی پنج سال همکاری خود را با راک استار ادامه داد. وی در سال ۲۰۰۶ از راک استار کناره گرفت و طی این مدت دو بازی Alan Wake و Homefront را تهیه نمود. نوید بعد از آشنایی با همسرش شرکت شخصی خود و همسرش را تحت عنوان iNK Stories به ثبت رسانید و فیلم Pulling John را که به وسیلهٔ همسرش کارگردانی شد، تولید کرد. فیلمی که توانست برندهٔ جایزه بهترین مستند شود.
وی همچنین نویسنده داستان بازی Resident Evil 7: Biohazard بوده‌است.

## ساخت بازی مرتبط با انقلاب ایران
وی اعلام کرده برنامه‌ای برای ساخت یک سری بازی با عنوان ۱۹۷۹ پیرامون انقلاب ایران در سر دارد. طبق اظهارات سازندگان این بازی شرح رخدادهای انقلاب ایران از زبان یک عکاس خبری با نام رضاست که بنا بر مصاحبه با انقلابیون و متخصصان و چهره‌های آکادمیک خلق شده‌است. اولین سناریوی بازی با نام «جمعه سیاه» است. در ۴۵ ثانیه نخست بازی، مخاطب را با تاریخچه مختصری از انقلاب ایران آشنا می‌سازد. رضا، شخصیت اصلی داستان که عکاس خبری جوانی در تهران است، به بازگو کردن رخدادی می‌پردازد که در پایان منجر به بازداشت وی در زندان اوین می‌شود. در این بازی، مخاطب حتی می‌تواند سخنرانی‌های سید روح الله خمینی را جمع‌آوری کرده و گوش کند؛ البته با تصاویر حقیقی که توسط مایکل ستبون، عکاس خبری معروف که عکس‌هایی از انقلاب ایران گرفته‌است. گفتارهای این بازی توسط بازیگران ایرانی ـ آمریکایی سریال میهن یعنی نوید نگهبان و بازیگر آرگو یعنی فرشاد فراهت بازگو شده‌است.
بازی آنلاین «انقلاب ۱۹۷۹» قرار بود در سال ۲۰۱۳ میلادی ارائه شود، اما برای تأمین منابع مالی تکمیل آن به تأخیر افتاد. قسمت اول این بازی با نام «جمعه سیاه» به قیمت ۱۰ دلار از روز پنج آوریل ۲۰۱۶ به بازار عرضه شد.

### ممنوعیت بازی در ایران
جمهوری اسلامی ایران حکم به ممنوعیت عرضه ی و فروش آن داد.

### برنامه برای ساخت بازی‌های مشابه
خوانساری هدف خود را صرفاً ساختن یک بازی دربارهٔ نقطه عطفی سیاسی در ایران عنوان نکرده بلکه وی اظهار امیدواری کرده‌است که بتواند به وسیله این سبک مستند، وقایعی همچون ۱۹۸۲ السالوادور، ۱۹۸۸ پاناما، ۱۹۹۲ لیبریا و ۱۹۹۵ بوسنی را نیز به بازی تبدیل کند.

## آثار
- هومفرانت
- آلن ویک
- اتومبیل‌دزدی بزرگ: ماجراهای وایس سیتی
- اتومبیل‌دزدی بزرگ: ماجراهای لیبرتی سیتی
- اتومبیل‌دزدی بزرگ: سن آندریاس
- سرخپوست مرده: شش‌لول
- شکارچی انسان
- مکس پین
- جمعه سیاه